# Valeč (přírodní památka)
Valeč je přírodní památka, byla vyhlášena v roce 1992 a nachází se u obce Valeč. Důvodem je ochrana mineralogického naleziště a hníždiště chráněných a ohrožených druhů živočichů. Nalézá se v Doupovských horách ve vojenském újezdu Hradiště.

## Popis oblasti
V lokalitě byla v 17. století nalezena jedna z nejslavnějších evropských fosílií, tzv. hlodavec z Valče. Zkoumání této fosílie se věnoval mj. slavný francouzský přírodovědec Georges Cuvier.